# Jasenina
Jasenina je chráněný areál v oblasti Cerová vrchovina.
Nachází se v katastrálním území obce Šoltýska v okrese Poltár v Banskobystrickém kraji. Území bylo vyhlášeno či novelizováno v roce 1990 na rozloze 3,2138 ha. Ochranné pásmo nebylo stanoveno.